# Рокитненська загальноосвітня школа
Рокитненська загальноосвітня школа І-ІІІ ступенів Кременчуцької районної ради Полтавської області — загальноосвітня школа І—ІІІ ступенів у с. Рокитне Кременчуцького району Полтавської області.

## Історія

### 1911—1920
У 1911 році в селі була побудована земська чотирьохкласна школа. Будівля знаходилася у центрі села і була стандартною: фундамент — цементовий, вікна — дуже великі, вкрита бляхою, пофарбованою червоною фарбою, підлога — кахельна, викладена різнобарвною плиткою. Навколо школи був фруктовий сад з алеями, обсадженими бузком і жасмином. У шкільному дворі знаходилася майстерня, сарай, цементовий колодязь, вхідний льох. Школа була огороджена дерев'яним парканом.  У 1912 році в ній навчалося 67 дітей і працювало 3 вчителі та священик місцевої церкви, що знаходилася поряд зі школою.
Весною 1918 року, коли влада у селі перейшла до рук селянства, кількість дітей, які навчалися у школі, значно зросла, й у 1919 році становила 94 учні. Проте, протягом 1918—1920 рр. навчання проводилося нерегулярно, бо часті зміни влади ускладнювали безперебійну роботу школи.

### 1921—1940
У період 1921—1927 рр. школа була відокремлена від церкви, збільшився контингент учнів. Так у 1925 році в школі навчалися з І по IV клас включно 136 учнів, а в 1926 році школа почала працювати у дві зміни, з'явилися паралельні класи. Восени 1926 року до перших класів було зараховано 63 дитини. В цей період у школі працювали Салімон Марія Михайлівна, Захарченко Ганна Іванівна.
Крім денного навчання при школі працювала вечірня школа (1927—1930 роки), в якій навчалося 47 учнів. Це був період ліквідації  неписемності серед населення.
Крім навчання в школі велика група культармійців навчала неписемних вдома. На початок 1932 року кількість дітей у молодших класах настільки зросла, що виникло питання про відкриття V класу. Школа стала семирічною. У 1935 році перші 68 учнів закінчили сьомі класи і були випущені зі школи. У 1941 році кількість учнів досягла 450 чоловік. З них у І — IV класах навчалося 240 учнів, у V—VII навчалося 210 учнів. П'ятих класів було три, шостих — два, сьомих — два.

### У роки Німецько-радянської війни
Коли розпочалася Німецько-радянська війна, багато колишніх учнів і вчителів були мобілізовані на фронт. За завданням партії в селі залишилися секретар Кременчуцького району ЛКСМУ Білик В. П. та працівник міліції Банжула Ф. І., які очолили підпільну боротьбу. За доносом зрадника В. П. Білик був розстріляний у м. Кременчуці.
На різних фронтах воювали учителі школи: Шакун Іван Аврамович, Попов Іван Федорович, Антонечко Іван Омелянович, Кулініч Іван Микитович, Січний Борис Іванович, Колєснік Микола Степанович.
Колишні учні школи — учасники бойових дій у 1941—1945 рр.: Богодист Василь Григорович, Бабко Павло Софронович, Самійленко Владислав Миколайович, Кагал Олексій Максимович, Ярина Василь Панасович, Богодист Павло Микитович, Труш Марія Федорівна, Бабко Павло Григорович, Банжула Григорій Гаврилович, Неліпа Олексій Іванович, Ярина Віталій Іванович.

### Післявоєнний період
У вересні 1943 року у приміщенні сільського клубу почала працювати початкова школа. Тоді головою сільської ради працював Артюшенко Андрій Махтейович, головою колгоспу «Вільний селянин» — Гсінський, головою колгоспу ім. Ворошилова — Бабко Ю. І., завідувачкою школи — Кіндратець У. І. початкової школа була до 1948 року. Директором школи був Письменний М. Ф. У 1948 році була відкрита семирічна школа. Директором школи був Олійник О. Т., завучем  –  Курило І. Я.
Приміщення школи було одноповерховим, складалося із 5 класних кімнат, директорського кабінету, невеличкої учительської кімнати. Загальна площа приміщень становила 270 кв. м. У школі на той час налічувалося 198 учнів, 15 учителів. Школа працювала у дві зміни. Було побудовано дві класні кімнати.
Школа була вкрита бляхою, прибудова — шифером. На шкільному подвір'ї знаходився сарай та колодязь. За школою були пришкільні ділянки, фруктовий сад.
У 1951 році був перший випуск учнів сьомого класу. Директором школи був Січний Борис Іванович. У 1959 році школа стала восьмирічною. Відвідували школу діти з усіх хуторів села. Вечорами світили газовими лампами.
У 1964 році директором школи став Хамко Микола Іванович. Заступником по навчально-виховній роботі — Звіздай Поліна Григорівна.
У школі працював гурток юннатів, на навчально-дослідних ділянках проводилися дослідження впливу застосування посіву відбірним зерном, строків посіву, органічних і мінеральних добрив. У 1958 році посадили алею на садибі майбутньої школи.

### Нова будівля (1965 рік)
5 листопада 1965 року було відкрите нове приміщення школи: двоповерхова нетипова будівля, у якій було 7 класних кімнат по 50 кв. метрів, хімічний кабінет, директорській кабінет, невелика учительська. Загальна площа приміщень — 425 кв. м. У школі на той час налічувалося 185 учнів, 19 вчителів, два класи працювали у другу зміну. Директором школи був Колєснік Микола Степанович, заступником по навчально-виховній роботі — Звіздай Поліна Григорівна.
Навколо школи було посаджено лісополосу, а трохи пізніше — закладено алею. Були поліпшені також житлові умови учителів: побудовано будинок директора школи, будинок учителя.

### Нова будівля (1985 рік)
1 вересня 1985 року у с. Рокитне була відкрита нова школа на 320 учнів. Будівництво здійснювало БМУ «Житлобуд», допомогу у будівництві надав також радгосп «Рокитнянський». Були обладнані кабінети української мови і літератури, фізики, математики, хімії, кабінети  історії, 1 — 4 класів, ігрова для шестиліток, майстерня, спортивний зал, їдальня. Всього у школі 23 кабінети, площею 1250 кв. м.
Директором школи був Плахотник І. П., головою профкому — Низенко Н. М. У школі працювало 20 учителів, навчалося 170 учнів.
1 вересня1987 року Рокитнянська восьмирічна школа була реорганізована в середню. У 9 клас було прийнято 12 учнів.